# Denominazione comunale d'origine
La denominazione comunale d'origine (De.C.O.), o denominazione comunale (De.Co.), è un riconoscimento istituito e concesso dall'amministrazione comunale al fine di tutelare e valorizzare un prodotto tipico, una ricetta tradizionale, un'attività agroalimentare o un prodotto dell'artigianato (alimentare e non) in stretta correlazione col territorio e la sua comunità, senz'alcuna sovrapposizione con le denominazioni d'origine vigenti. La Denominazione comunale d'origine, a differenza di marchi come DOP, IGP e STG, non è un marchio di qualità, ma un'attestazione di tipicità.
Le De.C.O. sono state istituite in seguito alla legge statale nº 142 dell'8 giugno 1990, che consente ai Comuni la facoltà di disciplinare, nell'ambito dei princìpi sul decentramento amministrativo, in materia di valorizzazione delle attività agroalimentari tradizionali. Dal 2002 sono normalmente istituite prendendo a modello un regolamento-tipo predisposto dall'ANCI.
In alcuni casi, per esempio a Torino, la De.Co. può essere attribuita anche a feste, saperi o terreni caratteristici del territorio.
La Liguria, con la legge regionale n. 11/2018, ha istituito un registro regionale dei comuni liguri con prodotti De.Co.
Nel caso di Stupinigi, frazione del comune di Nichelino ma il cui territorio del parco naturale si estende anche all'interno dei confini amministrativi di Beinasco, Candiolo, None, Orbassano e Vinovo, la De.Co. è stata istituita con regolamento intercomunale.

## Elenco parziale
| Comune                     | Provincia / Città metropolitana | Regione               | Prodotto | Tipologia | Logo | ASSO.DE.CO.                                        |
| -------------------------- | ------------------------------- | --------------------- | --- | --- | ---- | -------------------------------------------------- |
| Acquappesa                 | CS                              | Calabria              | | |      | No                                                 |
| Acquaviva delle Fonti      | BA                              | Puglia                | - Cipolla rossa di Acquaviva delle Fonti - Sponsali del territorio acquavivese - Calzone di cipolla - Cece nero del territorio acquavivese - Ciliegia del territorio acquavivese | - Prodotti vegetali allo stato naturale - Prodotti della gastronomia |      | No                                                 |
| Acqui Terme                | AL                              | Piemonte              | | | Sì   | No                                                 |
| Acri                       | CS                              | Calabria              | - fagioli - minne monaca - pitta alla fresura - vuoria | - Prodotti vegetali allo stato naturale o trasformati - Paste fresche e prodotti di panetteria, pasticceria, biscotteria e confetteria |      | Sì                                                 |
| Agira                      | EN                              | Sicilia               | - cassatella di Agira - fave larghe di Leonforte - formaggio piacentino - olio delle colline ennesi - pesche gialle settembrine | - Formaggi - Prodotti vegetali allo stato naturale o trasformati - Formaggi - Grassi (burro, margarina, oli) - Prodotti vegetali allo stato naturale o trasformati |      | No                                                 |
| Agnone                     | IS                              | Molise                | | |      | No                                                 |
| Albenga                    | SV                              | Liguria               | - Asparago violetto - Carciofo spinoso - Baxin - Coniglio alla saleasca - Polpettone | - Prodotti vegetali allo stato naturale o trasformati - Prodotti della gastronomia - Paste fresche e prodotti di panetteria, pasticceria, biscotteria e confetteria |      | No                                                 |
| Alessandria                | AL                              | Piemonte              | - cannoncini e bignè - farciò - gallinotti al rum - lacabòn - mandrugnin - meardini - nugatelli - polenta dolce di Marengo - tartufata ed amaretti - torta albanese | Paste fresche e prodotti di panetteria, pasticceria, biscotteria e confetteria | Sì   |                                                    |
| Alfianello                 | BS                              | Lombardia             | salami | Carni (e frattaglie) fresche e loro preparazioni |      | No                                                 |
| Alghero                    | SS                              | Sardegna              | | |      | No                                                 |
| Alta Val Tidone            | PC                              | Emilia-Romagna        | batarò | |      |                                                    |
| Altomonte                  | CS                              | Calabria              | pomodori | Prodotti vegetali allo stato naturale o trasformati |      | No                                                 |
| Amatrice                   | RI                              | Lazio                 | - Fagiolo di Amatrice - Patata di Amatrice - Frutti di Bosco - Mortadella (Marotta) di Amatrice - Patata turchesa - Fragola di Amatrice - Miele di Amatrice - Salsa all'Amatriciana - Ricotta di Amatrice - Gnocchi ricci di Amatrice - Guanciale Amatriciano - Pecorino di Amatrice | *Prodotti vegetali allo stato naturale o trasformati *Prodotti vegetali allo stato naturale o trasformati *Prodotti vegetali allo stato naturale o trasformati *Salumi, insaccati o derivati stagionati del maiale *Prodotti vegetali allo stato naturale o trasformati *Prodotti vegetali allo stato naturale o trasformati *Miele *Preparato culinario *Formaggi freschi o stagionati *Paste fresche e prodotti di panetteria, pasticceria, biscotteria e confetteria *Salumi o insaccati o derivati stagionati del maiale *Formaggi freschi o stagionati | Sì   | No                                                 |
| Angiari                    | VR                              | Veneto                | | |      | No                                                 |
| Anguillara Veneta          | PD                              | Veneto                | - Patata Americana Dolce - Formaggi dell'Adige | - Prodotti vegetali allo stato naturale o trasformati - Formaggi freschi o stagionati |      |                                                    |
| Asigliano Veneto           | VI                              | Veneto                | radicchio | Prodotti vegetali allo stato naturale o trasformati |      | No                                                 |
| Asigliano Vercellese       | VC                              | Piemonte              | | |      | No                                                 |
| Asola                      | MN                              | Lombardia             | Pane dell'Assedio | Paste fresche e prodotti di panetteria, pasticceria, biscotteria e confetteria |      | No                                                 |
| Asti                       | AT                              | Piemonte              | - agnolotto gobbo - pesca limonina - pomodoro cerrato - sedano dorato - torrone d'asti | - Paste fresche e prodotti di panetteria, pasticceria, biscotteria e confetteria - Prodotti vegetali allo stato naturale o trasformati |      | Sì                                                 |
| Auletta                    | SA                              | Campania              | | |      | No                                                 |
| Avigliana                  | TO                              | Piemonte              | Cipolla bionda piatta di Drubiaglio | Prodotti vegetali allo stato naturale o trasformati |      |                                                    |
| Bajardo                    | IM                              | Liguria               | | |      | No                                                 |
| Bareggio                   | MI                              | Lombardia             | Ciliegie | Prodotti vegetali allo stato naturale o trasformati |      |                                                    |
| Barbariga                  | BS                              | Lombardia             | casoncelli | |      | Sì                                                 |
| Barge                      | CN                              | Piemonte              | vari | |      | Sì                                                 |
| Barile                     | PZ                              | Basilicata            | | |      | No                                                 |
| Barrafranca                | EN                              | Sicilia               | | |      | No                                                 |
| Bastia Umbra               | PG                              | Umbria                | | |      | No                                                 |
| Bellona                    | CE                              | Campania              | | |      | No                                                 |
| Belmonte Calabro           | CS                              | Calabria              | | |      | No                                                 |
| Benetutti                  | SS                              | Sardegna              | | |      | No                                                 |
| Berzo Demo                 | BS                              | Lombardia             | | |      | Sì                                                 |
| Bettola                    | PC                              | Emilia-Romagna        | La bortellina o burtlena | Paste fresche e prodotti di panetteria, pasticceria, biscotteria e confetteria |      | No                                                 |
| Bevilacqua                 | VR                              | Veneto                | | |      | No                                                 |
| Biccari                    | FG                              | Puglia                | | |      | No                                                 |
| Bobbio                     | PC                              | Emilia-Romagna        | - Maccheroni bobbiesi (I macaròn fàt cón l'angùcia) - Pinoli alla bobbiese (I pìn o I pé da lèśa) - Brachettone di Bobbio (Ar bragtòn) - Lumache alla bobbiese (E lümas a ra bubièiśa) - Torta di mandorle alla bobbiese (Ra tùrta d'armandul) - Croccante bobbiese (U crucànt) | - Paste fresche e prodotti di panetteria, pasticceria, biscotteria e confetteria - Carni (e frattaglie) fresche e loro preparazioni - Piatti composti - Prodotti della gastronomia |      | No                                                 |
| Bologna                    | BO                              | Emilia-Romagna        | - Carciofo Violetto di San Luca - Albicocca Reale di Imola - Mela Rosa Romana - Ricciola di Imola - Garganello di Imola - Imbutini di Ozzano - Strichetto bolognese - Ragù bolognese - Tagliatella al ragù bolognese | - Prodotti vegetali allo stato naturale o trasformati - Prodotti della gastronomia - Paste fresche e prodotti di panetteria, pasticceria, biscotteria |      |                                                    |
| Bonavigo                   | VR                              | Veneto                | | |      | No                                                 |
| Boretto                    | RE                              | Emilia-Romagna        | | |      | No                                                 |
| Borgo Mantovano            | MN                              | Lombardia             | - Tortelli di zucca mantovani al burro e salvia con crostini di Parmigiano Reggiano - Pastine alla mandorle - Salame Mantovano Gentile di Villa Poma | - Paste fresche e prodotti di panetteria, pasticceria, biscotteria e confetteria - Salumi o insaccati o derivati stagionati del maiale |      | No                                                 |
| Borgonovo Val Tidone       | PC                              | Emilia-Romagna        | Chisöla (focaccia coi ciccioli) | Paste fresche e prodotti di panetteria, pasticceria, biscotteria e confetteria |      | No                                                 |
| Botrugno                   | LE                              | Puglia                | | |      | Sì                                                 |
| Bovezzo                    | BS                              | Lombardia             | | |      | No                                                 |
| Bovolone                   | VR                              | Veneto                | | |      | No                                                 |
| Bozzolo                    | MN                              | Lombardia             | Fujadi | |      | No                                                 |
| Brandico                   | BS                              | Lombardia             | | |      | No                                                 |
| Breno                      | BS                              | Lombardia             | | |      | Sì                                                 |
| Bressanvido                | VI                              | Veneto                | Gnocchi di Poianella | |      |                                                    |
| Brisighella                | RA                              | Emilia-Romagna        | | |      | No                                                 |
| Broni                      | PV                              | Lombardia             | | |      | No                                                 |
| Buccino                    | SA                              | Campania              | | |      | No                                                 |
| Bugnara                    | AQ                              | Abruzzo               | | |      | No                                                 |
| Caggiano                   | SA                              | Campania              | pasticcio caggianese | Paste fresche e prodotti di panetteria, pasticceria, biscotteria e confetteria |      | No                                                 |
| Caiazzo                    | CE                              | Campania              | | |      | No                                                 |
| Caltagirone                | CT                              | Sicilia               | | |      | Sì                                                 |
| Calvisano                  | BS                              | Lombardia             | burro | |      | Sì                                                 |
| Camporgiano                | LU                              | Toscana               | | |      | No                                                 |
| Canale Monterano           | RM                              | Lazio                 | | |      | No                                                 |
| Caraglio                   | CN                              | Piemonte              | | |      | No                                                 |
| Careggine                  | LU                              | Toscana               | | |      | No                                                 |
| Carmignano                 | PO                              | Toscana               | | |      | No                                                 |
| Carovigno                  | BR                              | Puglia                | | |      | No                                                 |
| Carpenedolo                | BS                              | Lombardia             | Malfatto di Carpenedolo, Torta secca di Carpenedolo | |      | No                                                 |
| Cartoceto                  | PU                              | Marche                | | |      | No                                                 |
| Casalbordino               | CH                              | Abruzzo               | | |      | No                                                 |
| Casaleone                  | VR                              | Veneto                | | |      | No                                                 |
| Casaloldo                  | MN                              | Lombardia             | - Tortello fior di verza - Risotto avisino - Riso amaro | |      | No                                                 |
| Cascia                     | PG                              | Umbria                | | |      | No                                                 |
| Castagnaro                 | VR                              | Veneto                | | |      | No                                                 |
| Castegnato                 | BS                              | Lombardia             | | |      | No                                                 |
| Casteldaccia               | PA                              | Sicilia               | Buccellato di Casteldaccia | Paste fresche e prodotti di panetteria, pasticceria, biscotteria e confetteria |      | No                                                 |
| Castellabate               | SA                              | Campania              | | |      | No                                                 |
| Castellarano               | RE                              | Emilia-Romagna        | | |      | No                                                 |
| Castellavazzo              | BL                              | Veneto                | | |      | No                                                 |
| Castellazzo Bormida        | AL                              | Piemonte              | | |      | No                                                 |
| Castelluccio Valmaggiore   | FG                              | Puglia                | | |      | No                                                 |
| Castelnuovo di Garfagnana  | LU                              | Toscana               | | |      | No                                                 |
| Castel d'Ario              | MN                              | Lombardia             | Riso alla pilota di Castel d'Ario | |      | No                                                 |
| Castel Goffredo            | MN                              | Lombardia             | - Torta del buonumore, - Tortellino dolce di Marianna | |      | No                                                 |
| Castel Vittorio            | IM                              | Liguria               | | |      | No                                                 |
| Castenedolo                | BS                              | Lombardia             | | |      | Sì                                                 |
| Castiglione delle Stiviere | MN                              | Lombardia             | - Salame nostrano tipico di Castiglione delle Stiviere - Malfacc | |      | No                                                 |
| Castronovo di Sicilia      | PA                              | Sicilia               | | |      | No                                                 |
| Cavaion Veronese           | VR                              | Veneto                | La fogassa de Cavaion | |      | No                                                 |
| Cavriana                   | MN                              | Lombardia             | Torta di San Biagio | Paste fresche e prodotti di panetteria, pasticceria, biscotteria e confetteria |      | No                                                 |
| Cazzago San Martino        | BS                              | Lombardia             | | |      | No                                                 |
| Cedegolo                   | BR                              | Puglia                | | |      | No Cedegolo è in provincia di Brescia BS Lombardia |
| Cento                      | FE                              | Emilia-Romagna        | | |      | No                                                 |
| Cerchiara di Calabria      | CS                              | Calabria              | Pane di Cerchiara | Paste fresche e prodotti di panetteria, pasticceria, biscotteria e confetteria | Sì   |                                                    |
| Cerea                      | VR                              | Veneto                | | |      | No                                                 |
| Ceresara                   | MN                              | Lombardia             | - Ciliegia di Ceresara - Torta dolceresa - Salame famigliare artigianale - Tortello della Possenta | |      | No                                                 |
| Cerzeto                    | CS                              | Calabria              | | |      | No                                                 |
| Cesiomaggiore              | BL                              | Veneto                | | |      | Sì                                                 |
| Ceva                       | CN                              | Piemonte              | Panino con la frittata | |      |                                                    |
| Cevo                       | BS                              | Lombardia             | | |      | No                                                 |
| Chivasso                   | TO                              | Piemonte              | | |      | No                                                 |
| Chiampo                    | VI                              | Veneto                | - Cincionela co' la rava - Ciliegia durona | |      | Sì                                                 |
| Cigliano                   | VC                              | Piemonte              | | |      | No                                                 |
| Cigole                     | BS                              | Lombardia             | | |      | No                                                 |
| Cilavegna                  | PV                              | Lombardia             | | |      | No                                                 |
| Cingoli                    | MC                              | Marche                | | |      | Sì                                                 |
| Cinquefrondi               | RC                              | Calabria              | | |      | No                                                 |
| Città di Castello          | PG                              | Umbria                | Crostino 'briaco | |      | No                                                 |
| Civitacampomarano          | CB                              | Molise                | cielli | *Dolci di pasta frolla ripieni di mostocotto e altre spezie, pizzicati in superficie con uno strumento apposito chiamato "pizzicarola". | Sì   |                                                    |
| Cogne                      | AO                              | Valle d'Aosta         | | |      | No                                                 |
| Collebeato                 | BS                              | Lombardia             | | |      | No                                                 |
| Cologna Veneta             | VR                              | Veneto                | | |      | No                                                 |
| Comiso                     | RG                              | Sicilia               | | |      | Sì                                                 |
| Concamarise                | VR                              | Veneto                | | |      | No                                                 |
| Concesio                   | BS                              | Lombardia             | | |      | No                                                 |
| Corato                     | BA                              | Puglia                | | |      | No                                                 |
| Cortale                    | CZ                              | Calabria              | - Fagioli - Graffiòla | - Prodotti vegetali allo stato naturale - Paste fresche e prodotti di panetteria, pasticceria, biscotteria e confetteria | Sì   |                                                    |
| Corte Franca               | BS                              | Lombardia             | | |      | No                                                 |
| Costigliole d'Asti         | AT                              | Piemonte              | | |      | No                                                 |
| Creazzo                    | VI                              | Veneto                | Broccolo Fiolaro | |      | No                                                 |
| Cremona                    | CR                              | Lombardia             | | |      | No                                                 |
| Crespano del Grappa        | TV                              | Veneto                | | |      | No                                                 |
| Crotone                    | KR                              | Calabria              | | |      | No                                                 |
| Crucoli                    | KR                              | Calabria              | | |      | No                                                 |
| Curtatone                  | MN                              | Lombardia             | Cotechino delle Grazie di Curtatone | |      | No                                                 |
| Custonaci                  | TP                              | Sicilia               | | |      | No                                                 |
| Cutigliano                 | PT                              | Toscana               | | |      | No                                                 |
| Dalmine                    | BG                              | Lombardia             | | |      | No                                                 |
| Darfo Boario Terme         | BS                              | Lombardia             | | |      | No                                                 |
| Dello                      | BS                              | Lombardia             | | |      | No                                                 |
| Desenzano del Garda        | BS                              | Lombardia             | | |      | Sì                                                 |
| Dolceacqua                 | IM                              | Liguria               | | |      | No                                                 |
| Enemonzo                   | UD                              | Friuli-Venezia Giulia | | |      | No                                                 |
| Faicchio                   | BN                              | Campania              | | |      | No                                                 |
| Falciano del Massico       | CE                              | Campania              | | |      | No                                                 |
| Faleria                    | VT                              | Lazio                 | | |      | No                                                 |
| Falerone                   | AP                              | Marche                | | |      | No                                                 |
| Farini                     | PC                              | Emilia-Romagna        | Torta di patate | Prodotti della gastronomia |      | Sì                                                 |
| Fasano                     | BR                              | Puglia                | - fico fiorone di Torre Canne - cocomere barattiere - pomodoro da serbo (Regina di Fasano) - cima di rapa | Prodotti vegetali allo stato naturale | Sì   | No                                                 |
| Ficarra                    | Me                              | Sicilia               | Pasti' i Mennula | dolcetto di pastafrolla, generalmente a forma di mezzaluna, ricoperto da “marmorata” con composta di mandorle e cedro |      | Sì                                                 |
| Fidenza                    | PR                              | Emilia-Romagna        | | |      | No                                                 |
| Forlimpopoli               | FC                              | Emilia-Romagna        | | |      | No                                                 |
| Formicola                  | CE                              | Campania              | | |      | No                                                 |
| Forno di Zoldo             | BL                              | Veneto                | | |      | No                                                 |
| Fosciandora                | LU                              | Toscana               | | |      | No                                                 |
| Fossacesia                 | CH                              | Abruzzo               | | |      | No                                                 |
| Francolise                 | CE                              | Campania              | | |      | No                                                 |
| Fuscaldo                   | CS                              | Calabria              | | |      | No                                                 |
| Gaeta                      | LT                              | Lazio                 | | |      | No                                                 |
| Gallarate                  | VA                              | Lombardia             | Furlandoni (noti anche come amaretti di Gallarate) | |      | No                                                 |
| Gambara                    | BS                              | Lombardia             | | |      | No                                                 |
| Gazzo Veronese             | VR                              | Veneto                | | |      | No                                                 |
| Gela                       | CL                              | Sicilia               | Grano duro e Pane | |      | No                                                 |
| Gessate                    | MI                              | Lombardia             | Torta Paciarella | Paste fresche e prodotti di panetteria, pasticceria, biscotteria e confetteria |      | No                                                 |
| Gioia del Colle            | BA                              | Puglia                | | |      | No                                                 |
| Gonzaga                    | MN                              | Lombardia             | - Sugolo - Bevr'in vin - Lambrusco Salamino Gonzaghese - Sugol Gonzaghese | |      | No                                                 |
| Gottolengo                 | BS                              | Lombardia             | Patata | Prodotti vegetali allo stato naturale |      | Sì                                                 |
| Graffignana                | LO                              | Lombardia             | - Biscotti Runchi - Filzetta Vittorina - Torta Vittorina | Paste fresche e prodotti di panetteria, pasticceria, biscotteria e confetteria Salumi o insaccati o derivati stagionati del maiale |      | No                                                 |
| Gravina in Puglia          | BA                              | Puglia                | | |      | No                                                 |
| Grazie (Curtatone)         | MN                              | Lombardia             | Cotechino delle Grazie | Salumi o insaccati o derivati stagionati del maiale |      | No                                                 |
| Grosseto                   | GR                              | Toscana               | | |      | No                                                 |
| Grumolo delle Abbadesse    | VI                              | Veneto                | | |      | No                                                 |
| Gualtieri                  | RE                              | Emilia-Romagna        | | |      | No                                                 |
| Guardistallo               | PI                              | Toscana               | - Olio E.V.O. Lazzero. - Sagra della Polenta. - Il Nocino. - L'Aloysia. - Il Ciuco (Tipo di pane) | Tutti prodotti derivano dalla tradizione contadina e con materie prime locali. | si   | no                                                 |
| Gubbio                     | PG                              | Umbria                | | |      | No                                                 |
| Guidizzolo                 | MN                              | Lombardia             | Quaglia arrosto tipica di Guidizzolo, Pancetta steccata tipica di Guidizzolo | |      | No                                                 |
| Illasi                     | VR                              | Veneto                | | |      | Sì                                                 |
| Isola della Scala          | VR                              | Veneto                | | |      | No                                                 |
| Isola Vicentina            | VI                              | Veneto                | Farina di mais per polenta | |      |                                                    |
| Issogne                    | AO                              | Valle d'Aosta         | Piata | Prodotto da forno |      | no                                                 |
| Joppolo                    | VV                              | Calabria              | | |      | No                                                 |
| Ladispoli                  | RM                              | Lazio                 | Carciofo romanesco | |      | Sì                                                 |
| Lecce                      | LE                              | Puglia                | | |      | Sì                                                 |
| Lecco                      | LC                              | Lombardia             | | |      | No                                                 |
| Leno                       | BS                              | Lombardia             | | |      | No                                                 |
| Lignana                    | VC                              | Piemonte              | | |      | No                                                 |
| Lonato del Garda           | BS                              | Lombardia             | - os de stomech - raperonzolo - zafferano | |      | No                                                 |
| Longarone                  | BL                              | Veneto                | | |      | No                                                 |
| Longobardi                 | CS                              | Calabria              | | |      | No                                                 |
| Lonigo                     | VI                              | Veneto                | - pisello nano - mandorlato - riso di Bagnolo - salumi (soppressa, musetto, moretta) | - Prodotti vegetali allo stato naturale o trasformati - Paste fresche e prodotti di panetteria, pasticceria, biscotteria e confetteria - Salumi o insaccati o derivati stagionati del maiale | Sì   |                                                    |
| Lugagnano Val d'Arda       | PC                              | Emilia-Romagna        | Ciambelline | Paste fresche e prodotti di panetteria, pasticceria, biscotteria e confetteria |      | No                                                 |
| Luras                      | SS                              | Sardegna              | | |      | Sì                                                 |
| Magasa                     | BS                              | Lombardia             | | |      | No                                                 |
| Mairano                    | BS                              | Lombardia             | | |      | No                                                 |
| Maleo                      | LO                              | Lombardia             | | |      | No                                                 |
| Mammola                    | RC                              | Calabria              | - Stocco di Mammola - Ricotta affumicata | | Sì   |                                                    |
| Mantova                    | MN                              | Lombardia             | | |      | No                                                 |
| Marano Vicentino           | VI                              | Veneto                | | |      | No                                                 |
| Marcaria                   | MN                              | Lombardia             | Tortello di Zucca alla Cesolana con salsiccia di suino e pomodoro | |      | No                                                 |
| Marmirolo                  | MN                              | Lombardia             | Luccio in salsa di Marmirolo | |      | No                                                 |
| Marradi                    | FI                              | Toscana               | | |      | No                                                 |
| Marsala                    | TP                              | Sicilia               | | |      | No                                                 |
| Martignana di Po           | CR                              | Lombardia             | | |      | No                                                 |
| Martina Franca             | TA                              | Puglia                | | |      | No                                                 |
| Martinengo                 | BG                              | Lombardia             | | |      | No                                                 |
| Maser                      | TV                              | Veneto                | Ciliegia | |      | No                                                 |
| Masio                      | AL                              | Piemonte              | | |      | No                                                 |
| Medole                     | MN                              | Lombardia             | Le scalette di Medole | Biscotti dolci |      | No                                                 |
| Mercato San Severino       | SA                              | Campania              | | |      | No                                                 |
| Mezzago                    | MI                              | Lombardia             | Asparago Rosa di Mezzago | Prodotti vegetali allo stato naturale o trasformati | si   | No                                                 |
| Milano                     | MI                              | Lombardia             | - Cassœula - Panettone - Michetta - Barbajada - Risotto alla milanese - Cotoletta alla milanese - Ossobuco alla milanese - Rostin Negaa - Mondeghili - Minestrone alla milanese | |      | No                                                 |
| Minerbe                    | VR                              | Veneto                | | |      | No                                                 |
| Minucciano                 | LU                              | Toscana               | | |      | No                                                 |
| Modena                     | MO                              | Emilia-Romagna        | | |      | No                                                 |
| Modica                     | RG                              | Sicilia               | | |      | Sì                                                 |
| Moglia                     | MN                              | Lombardia             | Al Salam d’là lengua d’là Moia | |      | No                                                 |
| Molinella                  | BO                              | Emilia-Romagna        | torta di tagliatelline | Paste fresche e prodotti di panetteria, pasticceria, biscotteria e confetteria |      | Sì                                                 |
| Mondragone                 | CE                              | Campania              | | |      | No                                                 |
| Monghidoro                 | BO                              | Emilia-Romagna        | | |      | No                                                 |
| Montagano                  | CB                              | Molise                | Pomodoro | |      | No                                                 |
| Montalto Dora              | TO                              | Piemonte              | | |      | No                                                 |
| Monte Sant'Angelo          | FG                              | Puglia                | | |      | No                                                 |
| Montecrestese              | VB                              | Piemonte              | - Gnocchi di patate "della sagra" - Coro Valgarina Pane di Pasquetta di Giosio | |      | No                                                 |
| Montefiore Conca           | RN                              | Emilia-Romagna        | | |      | No                                                 |
| Montelupone                | MC                              | Marche                | | |      | No                                                 |
| Montemale                  | CN                              | Piemonte              | | |      | No                                                 |
| Montorso Vicentino         | VI                              | Veneto                | | |      | No                                                 |
| Nardò                      | LE                              | Puglia                | | |      | No                                                 |
| Narni                      | TR                              | Umbria                | | |      | No                                                 |
| Nizza Monferrato           | AT                              | Piemonte              | | |      | No                                                 |
| Nogara                     | VR                              | Veneto                | | |      | No                                                 |
| Novellara                  | RE                              | Emilia-Romagna        | | |      | Sì                                                 |
| Novi Ligure                | AL                              | Piemonte              | | |      | No                                                 |
| Oliveto Citra              | SA                              | Campania              | | | Sì   |                                                    |
| Orciano di Pesaro          | PU                              | Marche                | | |      | No                                                 |
| Orvieto                    | TR                              | Umbria                | | |      | No                                                 |
| Ospedaletti                | IM                              | Liguria               | | |      | No                                                 |
| Ospitale di Cadore         | BL                              | Veneto                | | |      | No                                                 |
| Ostra Vetere               | AN                              | Marche                | | |      | No                                                 |
| Ostuni                     | BR                              | Puglia                | | |      | No                                                 |
| Pagani                     | SA                              | Campania              | | |      | No                                                 |
| Palomonte                  | SA                              | Campania              | | |      | No                                                 |
| Pastorano                  | CE                              | Campania              | | |      | No                                                 |
| Pergine Valdarno           | AR                              | Toscana               | | |      | No                                                 |
| Perinaldo                  | IM                              | Liguria               | | |      | No                                                 |
| Pertica Bassa              | BS                              | Lombardia             | | |      | No                                                 |
| Pertosa                    | SA                              | Campania              | | |      | No                                                 |
| Petralia Sottana           | PA                              | Sicilia               | - Origano delle Madonie - Cucchia di Petralia Sottana - Guasteddi fritti - Bocconcini di Petralia Sottana - U Manciari di San Giuseppi - Acieddi ccu l’ova e Cannilieri di Pasqua - Amaretti - Torroncini - Sfoglio di Petralia - Uvicieddu d’acieddu (Fagiolo) - Taralle - Tutù - Risu niuru di Pitralia - Pastizzotta - Frittedda di fave - Cascavaddu Frittu ccu ll’ova - Froscia cu a ricotta ca menta - Sciusciarieddu | - Prodotti vegetali allo stato naturale o trasformati - Paste fresche e prodotti di panetteria, pasticceria, biscotteria e confetteria - Prodotti della gastronomia | Sì   |                                                    |
| Piacenza                   | PC                              | Emilia-Romagna        | Pìcula 'd cavall Pisarei e faśö Anvein | |      |                                                    |
| Piazza al Serchio          | LU                              | Toscana               | | |      | No                                                 |
| Pieve Fosciana             | LU                              | Toscana               | | |      | No                                                 |
| Poggio Berni               | RN                              | Emilia-Romagna        | | |      | No                                                 |
| Poggioreale                | TP                              | Sicilia               | | |      | No                                                 |
| Polla                      | SA                              | Campania              | | |      | No                                                 |
| Polverara                  | PD                              | Veneto                | | |      | No                                                 |
| Pont Canavese              | TO                              | Piemonte              | | |      | No                                                 |
| Ponte di Legno             | BS                              | Lombardia             | - Case di Viso - Gnòc de la cùa | - Formaggio stagionato BIO - Paste fresche e prodotti di panetteria, pasticceria, biscotteria e confetteria |      | si                                                 |
| Pontoglio                  | BS                              | Lombardia             | Casoncelli | |      |                                                    |
| Pontelatone                | CE                              | Campania              | | |      | No                                                 |
| Ponti sul Mincio           | MN                              | Lombardia             | Strangolino | |      | No                                                 |
| Posina                     | VI                              | Veneto                | | |      | No                                                 |
| Pozzolengo                 | BS                              | Lombardia             | | |      | No                                                 |
| Pressana                   | VR                              | Veneto                | | |      | No                                                 |
| Priverno                   | LT                              | Lazio                 | | |      | No                                                 |
| Procida                    | NA                              | Campania              | | |      | Sì                                                 |
| Quiliano                   | SV                              | Liguria               | - Focaccetta quilianese di patate - Cavolo broccolo di Valleggia - Cavolo cappuccio di Valleggia | |      | No                                                 |
| Quindici                   | AV                              | Campania              | | |      | No                                                 |
| Quinzano d'Oglio           | BS                              | Lombardia             | | |      | Sì                                                 |
| Quistello                  | MN                              | Lombardia             | - Vin cot - Zucca di Quistello | |      | No                                                 |
| Raffadali                  | AG                              | Sicilia               | | |      | No                                                 |
| Rapallo                    | GE                              | Liguria               | - Cubeletto - Pansoto con la salsa di noci | Il Cubeletto: dolce costituito da pasta frolla, farcito con confettura extra di mele cotogne |      |                                                    |
| Rapone                     | PZ                              | Basilicata            | | |      | No                                                 |
| Recoaro Terme              | VI                              | Veneto                | Gnochi con la fioreta | Gnocchi di fioreta e farina, conditi con burro fuso, salvia e formaggio stagionato. La "Fioreta" è il nome che si usa a Recoaro Terme per indicare la ricotta liquida, prodotto della prima lavorazione del latte, che si ricava per affioramento in una fase di produzione della ricotta. |      | Sì                                                 |
| Reggio Calabria            | RC                              | Calabria              | - Annona tropicale - Arancia di San Giuseppe (Belladonna) | Prodotti vegetali allo stato naturale o trasformati | Sì   |                                                    |
| Rezzoaglio                 | GE                              | Liguria               | | |      | No                                                 |
| Ricigliano                 | SA                              | Campania              | | |      | No                                                 |
| Rivarolo Canavese          | TO                              | Piemonte              | | |      | No                                                 |
| Rocca Imperiale            | CS                              | Calabria              | | |      | No                                                 |
| Roccaromana                | CE                              | Campania              | | |      | No                                                 |
| Roccastrada                | GR                              | Toscana               | | |      | No                                                 |
| Rodengo-Saiano             | BS                              | Lombardia             | | |      | No                                                 |
| Romagnano al Monte         | SA                              | Campania              | | |      | No                                                 |
| Ronco all'Adige            | VR                              | Veneto                | | |      | No                                                 |
| Roncoferraro               | MN                              | Lombardia             | Risotto con i saltaréi di Roncoferraro, Risot con la psina | |      | No                                                 |
| Rosignano Marittimo        | LI                              | Toscana               | | |      | No                                                 |
| Rotonda                    | PZ                              | Basilicata            | | |      | Sì                                                 |
| Rotzo                      | VI                              | Veneto                | Patata di Rotzo | Prodotti vegetali allo stato naturale o trasformati |      | No                                                 |
| Rovato                     | BS                              | Lombardia             | | |      | No                                                 |
| Roverbella                 | MN                              | Lombardia             | Tortello di pesca | |      | No                                                 |
| Roverchiara                | VR                              | Veneto                | | |      | No                                                 |
| Rovegno                    | GE                              | Liguria               | Le Patate di mesuruò | |      | No                                                 |
| Roveredo di Guà            | VR                              | Veneto                | | |      | No                                                 |
| Rubiana                    | TO                              | Piemonte              | | |      | Sì                                                 |
| Rutigliano                 | BA                              | Puglia                | | |      | Sì                                                 |
| Ruviano                    | CE                              | Campania              | | |      | Sì                                                 |
| Sala Consilina             | SA                              | Campania              | - cipolla maggiaiola - broccoli di rapa - pomodoro rosso degli orti di Sala | |      | No                                                 |
| Salgareda                  | TV                              | Veneto                | | |      | No                                                 |
| Salizzole                  | VR                              | Veneto                | | |      | No                                                 |
| Saluggia                   | VC                              | Piemonte              | | |      | Sì                                                 |
| Salsomaggiore Terme        | PR                              | Emilia-Romagna        | - Bargnulén o Bargnolino - Gelato Artigianale alla Frutta Fresca coltivata localmente - Gelato Artigianale al Parmigiano - Gelato Artigianale Dolce Salato alla Mandorla con Sale - Sale Alimentare di Salsomaggiore Terme - Cioccolatino al Sale di Salsomaggiore Terme - Praline ai Liquori Tipici di Salsomaggiore Terme - Malfatti con Ricotta ed Erbette - Composta Extra di Pere COLAR dell’antica varietà autoctona di Salsomaggiore - Carciofi sott’olio dell’antica varietà autoctona di Salsomaggiore - Anolini al pane e formaggio - Olio extravergine di oliva - Carciofo spinoso - Pizza Alta di Salsomaggiore Terme | |      |                                                    |
| Salvitelle                 | SA                              | Campania              | | |      | No                                                 |
| Sambuca di Sicilia         | AG                              | Sicilia               | Minna di virgini (Seno di vergine) | Paste fresche e prodotti di panetteria, pasticceria, biscotteria e confetteria |      | No                                                 |
| Sammmichele di Bari        | BA                              | Puglia                | Zampina | Salumi o insaccati o derivati stagionati del bovino |      | No                                                 |
| Sanremo                    | IM                              | Liguria               | Sardenaira | Paste fresche e prodotti di panetteria, pasticceria, biscotteria e confetteria |      | No                                                 |
| San Benedetto Po           | MN                              | Lombardia             | - Ragù di anatra muta - Torta di tagliatelle di San Benedetto Po - Tortelli di zucca con sugo di salsiccia | |      | No                                                 |
| San Biagio di Callalta     | TV                              | Veneto                | | |      | No                                                 |
| San Floro                  | CZ                              | Calabria              | | |      | No                                                 |
| San Gervasio Bresciano     | BS                              | Lombardia             | | |      | No                                                 |
| San Giorgio di Mantova     | MN                              | Lombardia             | Tortelli di zucca di Villanova de Bellis | |      | No                                                 |
| San Giovanni in Marignano  | RN                              | Emilia-Romagna        | | |      | No                                                 |
| San Giovanni Rotondo       | FG                              | Puglia                | | |      | No                                                 |
| San Gregorio Magno         | SA                              | Campania              | | |      | No                                                 |
| San Martino in Pensilis    | CB                              | Molise                | | |      | No                                                 |
| San Michele Salentino      | BR                              | Puglia                | | |      | No                                                 |
| San Paolo                  | BS                              | Lombardia             | Farro | |      | No                                                 |
| San Romano in Garfagnana   | LU                              | Toscana               | | |      | No                                                 |
| San Secondo Parmense       | PR                              | Emilia-Romagna        | Spalla di San Secondo | Salumi |      | No                                                 |
| Sanguinetto                | VR                              | Veneto                | | |      | No                                                 |
| Sannazzaro de' Burgondi    | PV                              | Lombardia             | | |      | No                                                 |
| Santa Giuletta             | PV                              | Lombardia             | | |      | No                                                 |
| Santa Sofia d'Epiro        | CS                              | Calabria              | | |      | Sì                                                 |
| Sant'Angelo in Vado        | PU                              | Marche                | | |      | No                                                 |
| Santarcangelo di Romagna   | RN                              | Emilia-Romagna        | Zvola da Aqua (cipolla da acqua) | Prodotti vegetali allo stato naturale o trasformati | Sì   |                                                    |
| Sant'Eufemia d'Aspromonte  | RC                              | Calabria              | Patata | Prodotti vegetali allo stato naturale o trasformati | Sì   |                                                    |
| Sant'Elia Fiumerapido      | FR                              | Lazio                 | | |      | No                                                 |
| Santo Stefano Quisquina    | AG                              | Sicilia               | | |      | No                                                 |
| Santo Stefano d'Aveto      | GE                              | Liguria               | | |      | No                                                 |
| Sant'Olcese                | GE                              | Liguria               | | |      | Sì                                                 |
| Sarule                     | NU                              | Sardegna              | | |      | Sì                                                 |
| Sauris                     | UD                              | Friuli-Venezia Giulia | | |      | No                                                 |
| Sauze d'Oulx               | TO                              | Piemonte              | | |      | Sì                                                 |
| Savigliano                 | CN                              | Piemonte              | - I Pnön di Levaldigi - Madama la Piemonteisa | - Paste fresche e prodotti di panetteria, pasticceria, biscotteria e confetteria - Prodotti della gastronomia | Sì   |                                                    |
| Saviore dell'Adamello      | BS                              | Lombardia             | | |      | No                                                 |
| Scagnello                  | CN                              | Piemonte              | | |      | No                                                 |
| Scandiano                  | RE                              | Emilia-Romagna        | | |      | No                                                 |
| Scarlino                   | GR                              | Toscana               | | |      | No                                                 |
| Scorzè                     | VE                              | Veneto                | | |      | No                                                 |
| Seggiano                   | GR                              | Toscana               | | |      | No                                                 |
| Sermide                    | MN                              | Lombardia             | Frutta Ardens | |      | No                                                 |
| Serra de' Conti            | AN                              | Marche                | | |      | No                                                 |
| Serralunga di Crea         | AL                              | Piemonte              | | |      | No                                                 |
| Sessa Aurunca              | CE                              | Campania              | | |      | No                                                 |
| Settimo Rottaro            | TO                              | Piemonte              | | |      | No                                                 |
| Sillano                    | LU                              | Toscana               | | |      | No                                                 |
| Silvano d'Orba             | AL                              | Piemonte              | | |      | Sì                                                 |
| Solferino                  | MN                              | Lombardia             | Capunsei di Solferino, Bisulà | |      | No                                                 |
| Solopaca                   | BN                              | Campania              | | |      | No                                                 |
| Somma Vesuviana            | NA                              | Campania              | | |      | No                                                 |
| Sompiano                   | PU                              | Marche                | | |      | No                                                 |
| Sorgà                      | VR                              | Veneto                | | |      | No                                                 |
| Sottovalle                 | AL                              | Piemonte              | Sagra delle Frittelle | Prodotti locali e tradizionali frittelle |      | No                                                 |
| Soverzene                  | BL                              | Veneto                | | |      | No                                                 |
| Specchia                   | LE                              | Puglia                | | |      | No                                                 |
| Stazzema                   | GR                              | Toscana               | | |      | Sì                                                 |
| Storo                      | TN                              | Trentino-Alto Adige   | | |      | No                                                 |
| Strevi                     | AL                              | Piemonte              | | |      | Sì                                                 |
| Sulmona                    | AQ                              | Abruzzo               | | |      | No                                                 |
| Suvereto                   | LI                              | Toscana               | | |      | No                                                 |
| Taurianova                 | RC                              | Calabria              | | |      | No                                                 |
| Teano                      | CE                              | Campania              | | |      | No                                                 |
| Terlizzi                   | BA                              | Puglia                | | |      | No                                                 |
| Termoli                    | CB                              | Molise                | | |      | No                                                 |
| Terranova Sappo Minulio    | RC                              | Calabria              | Prugne di Terranova | Prodotti vegetali allo stato naturale o trasformati |      | No                                                 |
| Terrazzo                   | VR                              | Veneto                | | |      | No                                                 |
| Toirano                    | SV                              | Liguria               | | |      | No                                                 |
| Torrebelvicino             | VI                              | Veneto                | - La fritla co'a sardea di Pievebelvicino - Bondola | - Prodotti della gastronomia - Salumi o insaccati o derivati stagionati del maiale |      |                                                    |
| Travedona Monate           | VA                              | Lombardia             | Perzic de Munaa | Pesche sciroppate |      | Sì                                                 |
| Troina                     | EN                              | Sicilia               | | |      | No                                                 |
| Tursi                      | MT                              | Basilicata            | Percoche e/o Pescoche | Drupacce fresche e/o trasformate |      | si                                                 |
| Uggiano la Chiesa          | LE                              | Puglia                | | |      | No                                                 |
| Vagli Sotto                | LU                              | Toscana               | | |      | No                                                 |
| Valenza                    | AL                              | Piemonte              | | |      | No                                                 |
| Valpelline                 | AO                              | Valle d'Aosta         | seupa à la valpelenèntse | |      | No                                                 |
| Variglie                   | AT                              | Piemonte              | | |      | No                                                 |
| Veglie                     | LE                              | Puglia                | | |      | No                                                 |
| Vergemoli                  | LU                              | Toscana               | | |      | No                                                 |
| Vernante                   | CN                              | Piemonte              | - Cipolle ripiene; - Ravioli alla vernantina; - Torta di zucca e meliga | |      |                                                    |
| Veronella                  | VR                              | Veneto                | | |      | No                                                 |
| Viadana                    | MN                              | Lombardia             | Lüadèl | Paste fresche e prodotti di panetteria, pasticceria, biscotteria e confetteria |      | No                                                 |
| Vicenza                    | VI                              | Veneto                | | |      | No                                                 |
| Vignanello                 | VT                              | Lazio                 | Pamparito | Paste fresche e prodotti di panetteria, pasticceria, biscotteria e confetteria |      | Sì                                                 |
| Vigolzone                  | PC                              | Emilia-Romagna        | Tortelli con la coda | Paste fresche e prodotti di panetteria, pasticceria, biscotteria e confetteria |      | Sì                                                 |
| Villa Bartolomea           | VR                              | Veneto                | | |      | No                                                 |
| Villa Collemandina         | LU                              | Toscana               | | |      | No                                                 |
| Villaricca                 | NA                              | Campania              | | |      | No                                                 |
| Villaverla                 | VI                              | Veneto                | Verlata | Formaggi |      | No                                                 |
| Villimpenta                | MN                              | Lombardia             | Risotto alla Villimpentese | |      | No                                                 |
| Voghera                    | PV                              | Lombardia             | - Mostarda di Voghera - Zuppa Vogherese - stracchino di Voghera - agnolotti di stufato - cipolla di Voghera - peperone di Voghera - Gli agnolotti di stufato e le lasagne al ragù | |      | No                                                 |
| Vogogna                    | VB                              | Piemonte              | *Sacra rappresentazione della Via Crucis * | | Sì   |                                                    |
| Volta Mantovana            | MN                              | Lombardia             | Capunsei di Volta Mantovana | |      | No                                                 |
| Zambana                    | TN                              | Trentino-Alto Adige   | Asparago bianco di Zambana | Prodotti vegetali allo stato naturale |      | No                                                 |
| Zero Branco                | TV                              | Veneto                | | |      | No                                                 |
| Zermeghedo                 | VI                              | Veneto                | Gobeto (biscotto al vino Recioto) | Paste fresche e prodotti di panetteria, pasticceria, biscotteria e confetteria | Sì   |                                                    |
| Zimella                    | VR                              | Veneto                | | |      | No                                                 |
| Zoldo Alto                 | BL                              | Veneto                | | |      | No                                                 |
| Zollino                    | LE                              | Puglia                | | |      | No                                                 |
| Zoppè di Cadore            | BL                              | Veneto                | | |      | No                                                 |
| Giaveno                    | TO                              | Piemonte              | Pane | |      |                                                    |